# 太湖大学堂
太湖大学堂，位于江苏省苏州市吴江区七都镇庙港，创立者是南怀瑾，创建于2006年，为私立教育机构，分为大学和小学（吴江太湖国际实验学校）。

## 历史
2006年，南怀瑾在江苏省吴江市七都镇庙港的太浦河旁边开创太湖大学堂，臺北市私立薇閣國民小學董事长李传洪为出资人。
2012年9月29日，南怀瑾在学堂内去世。此后作为南怀瑾的故居，太湖大学堂被列入吴江市文物保护单位。

## 院系
太湖大学堂分为大学和小学。
2007年，小学部开学，小学采用全日制寄宿制，且有武术、中草药、书法等传统文化的课程，以诵读和释义为主。

### 科目
- 史学，《二十四史》等
- 经学，儒家经典
- 禅学，佛教经典
- 道学，道教经典
- 经济学
- 中医学，《黄帝内经》等
- 生命科学

## 宗旨
传播中国传统文化，同时与现代自然科学、人文科学相结合，发展认知科学与生命科学研究。

## 对外交流
太湖大学堂和中国人民大学、法国国立东方语言与文化学院、中国科技大学、复旦大学（儒学文化研究中心）、美国管理协会（中国）等大学为合作机构。

## 著名校友
- 孙家州，中国人民大学国学院院长[1]
- 张维迎，北京大学光华管理学院院长[1]
- 周瑞金，原人民日报副总编辑[1]
- 周国平，中国社科院哲学教授[1]
- 李兹雄，斯米克斯公司股东[1]
- 吕松涛，上海绿谷中医药集团总裁[1]
- 朱清时，中国科技大学校长[1]
- 刘明康，银监会主席[1]
- 陈峰，海航集团董事长[1]

## 外部連結
- 太湖大學堂（页面存档备份，存于）